# NGC 1767
NGC 1767 é um aglomerado aberto com nebulosa na direção da constelação de Dorado. O objeto foi descoberto pelo astrônomo John Herschel, usando um telescópio refletor com abertura de 18,6 polegadas. Devido a sua moderada magnitude aparente (+10,6), é visível apenas com telescópios amadores ou com equipamentos superiores. 